# 秦雅尚
秦 雅尚（はた まさひさ、1886年（明治19年）3月5日 - 1947年（昭和22年）2月16日）は、日本の陸軍軍人。最終階級は陸軍中将。

## 経歴
山口県出身。1907年（明治40年）5月、陸軍士官学校（19期）を卒業し、同年12月、歩兵少尉に任官。1914年（大正3年）11月、陸軍大学校（26期）を卒業し、陸軍歩兵学校に配属された。
1928年（昭和3年）3月、歩兵学校教官となり、1930年（昭和5年）8月、歩兵大佐に昇進した。1931年（昭和6年）8月、歩兵第44連隊長に就任。1933年（昭和8年）12月、第6師団参謀長に転じた。
1935年（昭和10年）3月、陸軍少将に進級し歩兵第7旅団長に就任。1936年（昭和11年）3月、近衛歩兵第2旅団長に転じた。1937年（昭和12年）3月、台湾軍参謀長となる。同年12月から1938年（昭和13年）2月まで第5軍参謀長を兼務した。
1938年3月、陸軍中将に進み独立混成第5旅団長に就任。1939年（昭和14年）1月、留守第10師団長に就任し、同年12月に待命、そして予備役編入となった。
1942年（昭和17年）8月に召集され陸軍司政長官となり、1943年（昭和18年）2月まで在任した。

## 栄典
位階
- 1938年（昭和13年）4月15日 - 従四位[1]

勲章等
- 1940年（昭和15年）8月15日 - 紀元二千六百年祝典記念章[2]